# Encyclopédie du pays de Galles

L’Encyclopédie du pays de Galles est une encyclopédie contemporaine galloise. Elle compte deux éditions publiées simultanément en janvier 2008 ; une en gallois au titre de Gwyddoniadur Cymru et l’autre en anglais dont le titre est Encyclopaedia of Wales. 